# لیندا اوانجلیستا
لیندا اوانجلیستا (به انگلیسی: Linda Evangelista) (زاده ۱۰ می ۱۹۶۵) مدل کانادایی است.
او در فیلم زیپ را بازکن بازی کرده است.